# Bartonellosi
Le bartonellosi sono un gruppo di malattie infettive causate da batteri del genere Bartonella.
In realtà comprendono 4 malattie:
1. malattie di Carrion, "composta" dalla febbre di Oroya (acuta) e dalla verruca peruviana (cronica) causata da Bartonella bacilliforme (vettore Phlebotomus lutzomyia).
2. Malattia da graffio di gatto causata da Bartonella henselae.
3. Febbre quintana (o delle trincee) causata da Bartonella quintana.
4. Angiomatosi batterica e peliosi epatica causata da Bartonella henselae o Bartonella quintana.

## Malattia di Carrion

### Eziologia
Il contagio può avvenire per puntura di alcune specie di flebotomi, del genere Lutzomyia.
La malattia è limitata alle Ande in una altitudine compresa tra 1000 e 3000 metri, per via dell'habitat dei flebotomi coinvolti nella sua trasmissione.

### Clinica
La malattia si sviluppa in tre stadi:
1. Bartonellosi acuta (o febbre di Oroya)
2. Fase intermedia asintomatica
3. Bartonellosi cronica (o verruca peruviana)

La febbre di Oroya si manifesta dopo 20 giorni circa dal contagio con febbre irregolare, anemia emolitica, ittero ed epatosplenomegalia, dolori articolari.
Alcuni pazienti poi possono presentare un ulteriore quadro clinico: la verruca peruviana; quest'ultima è caratterizzata dalla comparsa su tutto il corpo di eruzioni verrucose di colore rosso vivo, non pruriginosa.

### Diagnosi differenziale
- Dengue
- Malaria
- TBC
- Babesiosi

### Prognosi
La mortalità è elevata se la malattia non viene riconosciuta e trattata; scema nella successiva fase della verruca peruviana.

### Terapia
Terapia antibiotica con cloramfenicolo (50 mg/kg/die somministrato ogni 6 ore) o doxiciclina (100–200 mg per 15 gg).

## Malattia da graffio di gatto

### Eziologia
È causata da Bartonella henselae. Il contagio avviene per graffio o morso di gatto (da cui il nome malattia da graffio di gatto). 
Privilegia i climi caldo umidi. 
Il reservoir è il gatto in cui l'infezione decorre per lo più asintomatica.

### Clinica
Il segno patognomonico è una adenopatia prossimale al sito di inoculazione. Nei soggetti immunocompetenti si risolve in un granuloma o ascesso. Nei soggetti immunodepressi si può avere una neovascolarizzazione sul modello della verruca peruviana o della angomatosi-peliosi.
Tipici sintomi sono: linfoadenomegalia locale, febbre, artralgie.
Si può avere batteremia con endocardite batterica e osteomielite.
Possibile anche l'encefalite acuta.

### Diagnosi differenziale
- Antrace
- Mononucleosi
- Brucellosi
- Linfogranuloma venereo
- Linfoma
- Malattia di Lyme
- Peste
- Toxoplasmosi
- Tularemia

### Prognosi
Normalmente benigna se non intervengono le sequele secondarie alla batteriemia o all'interessamento del sistema nervoso centrale.

### Terapia
Le forme lieve con solo interessamento linfonodale non necessitano di antibiotici. Negli altri casi si usa azitromicina (10 mg/kg/die il primo giorno seguita da 5 mg/kg/die nei 3-5 giorni successivi, sia bambini sia adulti).

## Febbre quintana

### Eziologia
Causata da Bartonella quintana. Il vettore è un pidocchio Pediculus humanus. L'uomo è l'unico reservoir dell'agente infettivo. L'uomo può avere una batteriemia da bartonella per anni pur essendo asintomatico. Trattasi quindi di una malattia che esplode dove i pidocchi sono numerosi.
È stata causa di grandi epidemie durante le due guerre mondiali. Attualmente è molto diffusa tra i senza fissa dimora, gli alcolisti, i campi di rifugiati. Fino a qualche anno fa l'agente infettivo era classificato come Rochalimaea quintana.

### Clinica
Febbre, malessere, artralgia, splenoepatomegalia. Si può avere un rash cutaneo durante il primo episodio febbrile. 
Tipicamente si hanno 3 quadri clinici:
- Un solo episodio febbrile.
- Multipli episodi di febbre (da 3 a 8) di durata 3-5 giorni.
- Febbre persistente che dura 2-6 settimane.

### Diagnosi differenziale
- Babesiosi
- Linfoma
- Malattia di Lyme
- Febbre ricorrente
- Febbre delle montagne rocciose
- TBC

### Terapia
Terapia antibiotica con doxiciclina (100–200 mg per 15 gg), ceftriaxone (2 g/die) o gentamicina (3 mg/kg/die ogni 8 ore e.v.).

## Angiomatosi bacillare
Trattasi di una malattia infettiva caratterizzata da proliferazione vascolare causata da Bartonella henselae o B. quintana. Tipica dei malati di AIDS (con conta CD4 <200 mm3).

### Clinica
Tipicamente lesioni papule solitamente color rosso vinoso (ma anche non colorata) da pochi millimetri a qualche centimetro di diametro. Queste lesioni possono essere da singole fino a un migliaio circa. Queste lesioni facilmente ulcerano e possono sanguinare. 
La stessa proliferazione vascolare può avvenire negli organi interni dando origine a splenomegalia, epatomegalia, lesioni occupanti spazio intracraniche.

### Diagnosi differenziale
- Angiosarcoma
- Malattia da graffio di gatto
- Sarcoma di Kaposi

### Prognosi
Non ben definibile come conseguenza della scoperta recente di questa malattia.

### Terapia
Terapia antibiotica con doxiciclina (100–200 mg per 15 gg), eritromicina, rifampicina o claritromicina (500 mg x 2, bambini <6 mesi sconsigliata, dopo i 6 mesi 7,5 mg/kg due volte al giorno).